# Alan Dodd
Alan Dodd, född 20 september 1953 i Stoke-on-Trent, är en engelsk före detta fotbollsspelare (försvarare).
Dodd inledde sin karriär i Stoke City, där han spelade 1972–1982. Han fortsatte karriären i Wolverhampton Wanderers, innan han 1985 flyttade till Sverige och IF Elfsborg. Efter två säsonger i Elfsborg, där han var med och spelade upp klubben till allsvenskan 1986, flyttade han till Gais, där det blev ytterligare två säsonger, och säsongen 1987 hjälpte han även Gais att ta sig till allsvenskan. Han gjorde också en säsong i Landskrona Bois i division 1 södra 1989.